# Fluide incompressible
Un fluide incompressible est un fluide dont le volume est considéré comme constant quelle que soit la pression qu'il subit, tout fluide étant en réalité sensible à la pression.

## Généralités
Par nature, tous les fluides sont compressibles, certains plus que d'autres, et en phase gazeuse considérablement plus qu'en phase liquide. La compressibilité d'un fluide mesure la variation de volume d'une certaine quantité de ce fluide lorsqu'il est soumis à une pression extérieure. Ainsi si l'on bouche l'orifice de sortie d'une pompe à vélo et que l'on pousse sur la pompe, on voit que l'on peut comprimer l'air contenu à l'intérieur. En revanche si l'on faisait la même expérience avec de l'eau à l'intérieur, on ne pourrait quasiment pas déplacer la pompe : c'est parce que la compressibilité de l'eau (et de tous les liquides) est très faible. On peut par exemple utiliser une seringue sans aiguille, la remplir d'eau et boucher l'ouverture avec le pouce : on ne peut pas faire avancer le piston.

## Expression mathématique
Pour simplifier les équations de la mécanique des fluides, on considère souvent que l'écoulement des liquides est incompressible. Ceci est valide dans le cas où le nombre de Mach de l'écoulement est faible (typiquement Ma<0,3). En termes mathématiques, l'incompressibilité se traduit par une masse volumique constante :
{\displaystyle \rho =\rho _{0}={\text{constante}}}
L'équation de conservation des masses prend alors une forme particulièrement simple :
sous forme intégrale sur une surface fermée :
{\displaystyle \iint _{S}{\vec {v}}\cdot {\vec {n}}\mathrm {d} S=0}
qui indique l'égalité des débits volumiques entrant et sortant.
Sous forme locale :
{\displaystyle \mathrm {div} {\vec {v}}=0}
Cette dernière propriété du champ de vitesse est fondamentale et permet l'utilisation d'un grand nombre d'outils mathématiques. On montre en particulier que dans des géométries bi-dimensionnelles ou cylindriques, le champ de vitesse peut alors s'écrire comme le rotationnel d'une fonction de courant.
Plus concrètement, l'incompressibilité d'un fluide implique que le débit volumique {\displaystyle vS} dans une conduite de section variable {\displaystyle S} soit constant. En conséquence, dans un rétrécissement, la vitesse {\displaystyle v} augmente, dans un élargissement, elle diminue (puisqu'en incompressible le produit {\displaystyle vS}, qui est le débit volumique, est constant). Le théorème de Bernoulli montre alors que la pression diminue à la sortie d'un rétrécissement. C'est l'effet Venturi, mis en application par exemple dans la trompe à eau, dispositif utilisé pour créer un vide partiel dans un récipient.

## Application aux gaz
L'hypothèse de fluide incompressible peut être également utilisée pour des écoulements de gaz, à condition que le nombre de Mach soit faible. S'il est inférieur à 0,3 Mach, le changement de densité dû à la vélocité est d'environ 5 %. 

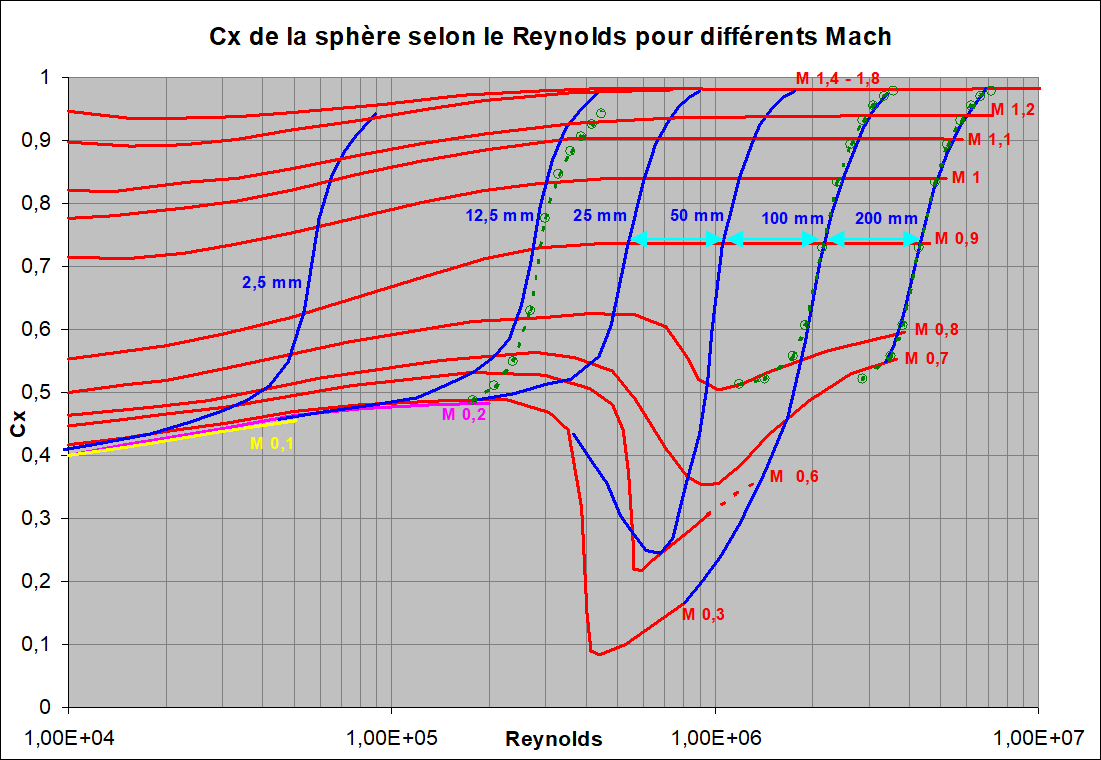
Premiers effets de la compressibilité sur le Cx de la sphère.

On peut illustrer la compressibilité des gaz par le graphe ci-contre.
Pour les Mach dits incompressibles (jusqu'à Mach 0,3 inclus), les courbes jaune, fuchsia et rouge sont presque confondues : Elles dessinent ensemble la courbe classique de la crise de traînée de la sphère en fonction de son Reynolds. Mais lorsque, pour un petit diamètre de sphère (par exemple 2,5 mm), on augmente légèrement la vitesse de l'écoulement (afin d'augmenter le Reynolds), on augmente bien celui-ci, mais surtout le Cx  croît vertigineusement (courbes bleues pour ce diamètre et d'autres diamètres) parce que les sphères se sont (pourtant très peu) approchées du mur du son. Si l'on désire balayer une plage de Reynolds suffisamment large, on est donc contraint, pour rester en écoulement dit incompressible, d'augmenter le diamètre de la sphère (et donc de la soufflerie, ce qui n'est pas toujours possible).

## Articles annexes
- Écoulement incompressible
- Compressibilité
- Dynamique des fluides